# Argeo Gambelli Fenili
Argeo Gambelli Fenili (Ancona, 14 gennaio 1922 – Recanati, 21 ottobre 2007) è stato un politico e sindacalista italiano, eletto nella IV legislatura alla Camera dei deputati.

## Biografia
Militare della Regia Marina viene inviato in navigazione durante la seconda guerra mondiale. In quel periodo si avvicina alle idee comuniste, iscrivendosi al PCI nel 1949. Attivo come sindacalista nel suo territorio, dal 1953 al 1963 è segretario generale della CGIL provinciale di Macerata.
Viene arrestato per oltraggio a pubblico ufficiale durante una manifestazione nel 1954, e successivamente scarcerato. La notorietà mediatica gli consente di ottenere maggiore rilievo nel suo ruolo, venendo candidato ed eletto alle elezioni politiche del 1963, restando in carica fino al 1968.
Nel 1964 viene eletto consigliere comunale a Recanati dove si era trasferito negli anni con la famiglia. Colpito da una grave malattia, agli inizi degli anni settanta abbandona la politica attiva.